# 小田朋美
小田 朋美（おだ ともみ、1986年9月9日 - ）は、日本のシンガーソングライター、キーボーディスト、作詞家、作曲家、編曲家。グランドファンク所属。神奈川県生まれ。東京芸術大学音楽学部作曲科卒業。

## 概要
坂本龍一や渋谷慶一郎に続く「東京芸大作曲科卒の非クラシック系アーティスト」。高い作曲力はもちろんのこと、オーケストレーション規模でフーガから現代的な響きまで駆使する完成された編曲能力、古典からモダンポリリズムに至る、独特で卓越したピアノの演奏能力、トランシーなまでの濃厚な歌唱力と、圧倒的で全方向的な才能の持ち主。
アマチュア時代は自らのピアノ弾き語りに弦楽四重奏団を加えたスタイルで活動を続けていた。それ以外にもドラムの田中教順とのデュオ、津軽三味線奏者二代目 高橋竹山とのデュオ、ときにはアイリッシュ音楽など、様々なジャンルの音楽のライブを行っている。
ソロ活動の他、ビッグバンドのdCprG（Date Course Pentagon Royal Garden）でキーボードとコーラス、ポップバンドのCRCK/LCKS（クラックラックス）ではボーカルとキーボードを担当。詩と音楽のコラボレーション集団「VOICE SPACE」のコンポーザーとしても活動。
幼い頃からピアノを弾いていたが歌も好きだったのでずっと歌いたかったが、引っ込み思案の性格のために裏方に徹しようと高校と大学ではずっと作曲を勉強していた。しかし2011年頃から「やりたいことはやらなくちゃダメだ」と思うようになり、そこから弾き語りのライブ活動を始めた。その時に「エアプレーン・レーベル」のA&Rに「CDを作ってみないか？」と声をかけられ、1stアルバムを出すことになった。

### 音楽のルーツ
母親がピアノの先生だったので物心つく頃からピアノを習っており、家のグランドピアノで遊んでいるような感じだった。音楽家になりたいと思ったのは、3、4歳のころ。クラシックでは母親が好きでよく弾いていたショパンと彼のような曲を作りたいと思ったベートーヴェン、ポップスでは中学生の頃にファンだったMISIAに心を惹かれた。クラシックの方向からピアノを通して音楽に入っていくという感じだった。クラシックはある意味やらなければいけないことでもあったので、ポップスも息抜きとして大切な存在だった。しかしやはりクラシックが好きで、中でもバッハの平均律を弾くのがすごく好きだった。
作曲は作曲技法とまではいかないが簡単な形式などを教えてもらっていたので、それに従って幼い頃からメロディーとハーモニーを作っていた。作詞はそれに比べると少し苦手で、所属する「VOICE SPACE」では詩人の作品に曲をつけるということをやっている。
母親がジャズピアニストに憧れていたおかげで家にレコードやスタンダードの楽譜があったため、勉強をしたことはないがジャズには馴染みがあった。自分でジャズを聴くようになったのは大人になってからで、ビル・エヴァンスやキース・ジャレット、新しいところではグレッチェン・パーラト、エスペランサ・スポルディング、ロバート・グラスパー、アントニオ・ロウレイロなどを聴く。

## 来歴
幼少期にピエロと大学教授を志すも音楽の道へ。国立音楽大学付属高等学校音楽科から東京芸術大学音楽部作曲科へと進み、2012年3月に卒業。在学中の2011年、東京芸術大学芸術祭にて矢野顕子と自作曲&即興で共演。卒業後は「VOICE SPACE」のメンバーとして、日本各地で谷川俊太郎、谷川賢作、小室等、佐々木幹郎らと共演。
2012年4月より、日本各地で行われる津軽三味線の名手・二代目高橋竹山の演奏会にピアノで出演。
2013年5月、ニ代目高橋竹山とのコラボアルバム『彩』をリリース。5月15日、高橋竹山との共演。11月、菊地成孔率いるDCPRGのツアーにサポート・キーボーディストとして参加。12月4日、菊地成孔との共同プロデュースによるデビューアルバム『シャーマン狩り-Go Gunning for Sharman-』をリリース。当初プロデュース予定はなかった菊地は未完成の段階で作品を聴き、あまりに完成度が高いこととクラシックベースの音楽性であることからプロデュースの依頼を一旦辞退するが、共同プロデュースという形でカバー曲の選定、アートワーク、アルバムタイトル、曲順の指定、プロモーションなどをサポート。しかしは曲自体には一切手を加えておらず、録音にも立ち会っていない。
2014年5月のツアーからキーボーディストとしてDCPRGに正式加入。
2015年6月の菊地成孔のイベントをきっかけに、CRCK/LCKSを結成。10月21日リリースのジャズピアニスト西山瞳のNHORHMのアルバム『New Heritage Of Real Heavy Metal』に収録されたMegadethのカバー「Skin O' My Teeth」でボーカルを務める。
2016年3月2日リリースのASA-CHANG&巡礼の6thアルバム『まほう』にゲスト参加。同年よりceroのライブサポート開始。
2018年3月21日、三枝伸太郎とのデュオアルバム『わたしが一番きれいだったとき：When I was young and so beautiful』をリリース。
2018年5月13日、新宿MarzでのCRCK/LCKS演奏後、新木場STUDIO COASTにて開催されていた『TABOO LABEL Presents GREAT HOLIDAY』で小田のアバター「OD」と菊地成孔のアバター「Boss the NK」からなるユニットSPANK HAPPY（のちにFINAL SPANK HAPPYに改称）が突如出現。

## ディスコグラフィー

### オリジナルアルバム
| #   | 発売日        | タイトル                              | 規格 | 規格品番 | 最高順位 |
| --- | ------------- | ------------------------------------- | ---- | -------- | -------- |
| 1st | 2013年12月4日 | シャーマン狩り-Go gunning for Shaman- | CD   | AP-1055  | -        |
| EP  | 2017年5月17日 | グッバイブルー                        | CD   | AP-1705  | -        |

### コラボアルバム
| #   | 発売日        | タイトル                                                                          | 名義                                | 規格 | 規格品番  | 最高順位 | 備考 |
| --- | ------------- | --------------------------------------------------------------------------------- | ----------------------------------- | ---- | --------- | -------- | --- |
| 1st | 2013年5月15日 | 彩（TRY RECORDS）                                                                 | 高橋竹山with小田朋美                | CD   | CTTO-2013 |          | 津軽三味線奏者の二代目・高橋竹山 との共演盤で、新潟県糸魚川市の青海きららホールで録音したもの。                                                  |
| 2nd | 2018年3月21日 | わたしが一番きれいだったとき：When I was young and so beautiful（OTTAVA Records） | 三枝伸太郎 小田朋美                 | CD   | OTVA-0022 |          | 三枝伸太郎とは、『三枝伸太郎 Orquesta de la Esperanza』（後述）に続き、今度はデュオとして共演。三鷹市芸術文化センター 風のホールで録音したもの。 |
| 3rd | 2019年8月2日  | Flowers（OTTAVA Records）                                                         | 三枝伸太郎 Orquesta de la Esperanza | CD   | OTVA-0024 |          | 7曲中5曲に参加。神奈川県立相模湖交流センターで録音したもの。                                                                                     |

### 参加作品
| 発売日         | 曲名                                                                   | 収録作品                                                                               |
| -------------- | ---------------------------------------------------------------------- | -------------------------------------------------------------------------------------- |
| 2015年9月25日  | 「『忘れないと誓ったぼくがいた』」                                     | 三枝伸太郎 Orquesta de la Esperanza 1stアルバム『三枝伸太郎 Orquesta de la Esperanza』 |
| 2015年10月21日 | 「Skin O' My Teeth」                                                   | NHORHM カバーアルバム『New Heritage Of Real Heavy Metal』                              |
| 2016年3月2日   | 「ビンロウと女の子」                                                   | ASA-CHANG＆巡礼 6thアルバム『まほう』                                                  |
| 2016年12月14日 | Christmas Song feat.小西遼（from CRCK/LCKS）小田朋美（from CRCK/LCKS） | 石若駿『SONGBOOK』                                                                     |
| 2018年5月16日  | POLY LIFE MULTI SOUL                                                   | ceroの4thアルバムにキーボード／コーラスとして参加                                      |
| 2019年8月21日  | 「グリッター」feat.小田朋美（CRCK/LCKS）                               | connie 1stミニアルバム『VOICES』                                                       |
| 2019年11月13日 | IWAOTONARITE feat.CRCK/LCKS                                            | 石若駿『SONGBOOK IV』                                                                  |
| 2021年4月15日  | マヌルネコのうた                                                       | NASU ANIMAL KINGDOM『マヌルネコのうた』に収録。作曲及びヴォーカルを担当                |

### サウンドトラック
- SICK'S 〜内閣情報調査室特務事項専従係事件簿〜（2018年 - 2019年、Paravi）